# アーネスト・コッサート
アーネスト・コッサート（Ernest Cossart 1876年9月24日 - 1951年1月21日）は、イギリス系アメリカ人の俳優。出生名はエミール・ゴットフリード・フォン・ホルスト（Emil Gottfried von Holst）。イングランドで舞台のキャリアを積んでからアメリカ合衆国へと移住し、ブロードウェイをはじめ国中で活躍した。1930年代と1940年代には映画にも出演し、執事や従者の役を得意としたがその他の多種多様な役も演じた。

## 生涯
コッサートはグロスタシャーのチェルトナムに生まれた。プロの音楽家であったアドルフ・フォン・ホルスト（1846年-1901年）と妻のクララ（旧姓 レディアード、1841年-1882年）の間の2番目の息子であった。
兄のグスターヴァスは後にグスターヴ・ホルストという名前で知られ、イングランドを代表する作曲家となった。エミールはチェルトナム・グラマー・スクールに通い、その後あるワイン会社の事務所で事務員となった。俳優としてのキャリアを追求することを決心した彼はアーネスト・コッサートという芸名を名乗り、イギリスで舞台に上がった。1908年に渡米するとブロードウェイでの興行に加えて国全土での活躍を見せた。第一次世界大戦中に従軍したカナダ海外派遣軍では重傷を負ってしまう。戦後はウェスト・エンドで音楽喜劇に出演し、1919年にブロードウェイへと戻った。
1920年代終盤にロンドンの舞台に帰ってきたコッサートは、アルフレッド・ラント、リン・フォンタンとの共演でブロードウェイでのヒット作『Caprice』のウェスト・エンド上演を行った。1932年にはジョージ・バーナード・ショーの『Too True to Be Good』の初演でトールボーイズ大佐を演じ、この時の共演はベアトリス・リリーとレオ・G・キャロルであった。
コッサートは1930年代にハリウッドでの映画出演に軸足を移す。執事がはまり役となった彼について、『ニューヨーク・タイムズ』紙は次のように評している。
大英帝国からハリウッドとミステリー作品への至高の贈り物である執事役は、アーネスト・コッサートの十八番である。『今宵は二人で』と『青春のため息』では冷淡な沈着さと覆い布のベストの几帳面さで仕える彼を目にしただろうが、今度エルンスト・ルビッチがマレーネ・ディートリヒ、ハーバート・マーシャル出演で製作した『天使』では、正しき紳士の中の紳士として彼を見ることになる。
『天使』では召使い役であったコッサートとエドワード・エヴェレット・ホートンが、作品中で最良の演技を見せたと評価された。そうした役の他にもコッサートは幅広い役柄を演じており、ロナルド・レーガンと共演した『嵐の青春』ではパ・モナガン、『トム・ブラウンの学校生活』ではスクワイア・ブラウンを担った。彼がローマ・カトリックの司祭を演じている映画が2本あり、ひとつはフランス人、もうひとつはアイルランド系アメリカ人という役どころであった。
第二次世界大戦中にはセドリック・ハードウィック、ベイジル・ラスボーンら他の国外移住した俳優たちと共に基金を立ち上げ、イギリスで貧苦にあえぐアーティストを支援した。
コッサートはニューヨークで74年の生涯を閉じた。妻で女優のモード・デイヴィス、娘で女優のヴァレリー・コッサート（1907年-1994年）を残しての旅立ちであった。

## ブロードウェイ
- Mary of Scotland （1933年） スロックモートン卿（英語版）役

## 出演映画（抜粋）
英国映画協会の情報を基にコッサートの出演作品の一部を以下に列挙する。
| - The Strange Case of Mary Page (1916) - 『生きているモレア』 (1935) – Jimmy Clay - 『今宵は二人で』 (1935) – Homps - 『巨星ジーグフェルド』 (1936) – Sidney - 『真珠の頚飾』 (1936) – Aristide Duvalle - 『パーム・スプリングス』 (1936) – Starkey - 『写真の殺人』 (1936) – Stanley Redfield - 『天使の花園』 (1936) – Binns - 『シャムパン・ワルツ』 (1937) – Waiter - 『新妻はタイピストから』 (1937) – Quinn - 『天使』 (1937) – Wilton - 『赤ちゃん教育』 (1938) – Joe - 『忘れがたみ』 (1938) – Andrews - 『舞姫ザザ』 (1938) – Marchand - 『庭の千草』 (1939) – Binns | - Never Say Die (1939) – Jeepers - The Magnificent Fraud (1939) – Duval - Lady of the Tropics (1939) – Father Antoine - 『恐怖のロンドン塔』 (1939) – Tom Clink - 『消えゆく灯』 (1939) – Beeton - 『愛の嗚咽』 (1940) – Rev. Dr. Pumphrey - 『トム・ブラウンの学校生活』 (1940) – Squire Brown - 『恋愛手帖』 (1940) – Thomas Foyle - 『ひばり』 (1941) – Theodore - 『嵐の青春』 (1942) – Pop Monaghan - 『今宵よ永遠に』 (1944) – Sam Royce - The Girl of the Limberlost (1945) - 『ルービッチュの小間使 クルニー・ブラウン』 (1946) – Syrett - 『ジョルスン物語』 (1946) – Father McGee - Angel Street (1950) – Manningham |